# Faustino Narganes Quijano
Faustino Narganes Quijano (Traspeña de la Peña, Palencia, 17 de febrero de 1948) es un historiador español, natural de la Montaña Palentina. Es uno de los autores más prolíficos y especializado en temas históricos y artísticos de la provincia de Palencia. Académico del Institución Tello Téllez de Meneses desde 11 de abril de 1997 y académico correspondiente de la Real Academia de la Historia Española. Lleva más de 25 años trabajando como Técnico de Cultura de la Diputación y cinco años como jefe del Servicio Territorial de Educación y Cultura de la Junta de Castilla y León.

## Biografía
Estudió Humanidades en el Seminario Menor de San Zoilo de Carrión de los Condes y 1º y 2º de Filosofía en el Seminario San José de Palencia, licenciándose en Filosofía y Letras (División de Geografía e Historia-Sección de Historia) por la Universidad de Valladolid en 1984.  
También ha participado en varios cursos de doctorado en la Universidad de Valladolid (1989-1991) bajo la dirección del Dr. José Manuel Ruiz Asencio, catedrático de Paleografía y Diplomática.
Especializado en heráldica de la provincia de Palencia, ha elaborado y revisado la heráldica de localidades como Villoldo,  Osornillo, Villaumbrales, Magaz, Villabasta, Villaeles, Arenillas de Nuño Pérez, Villasila o Villamelendro, por citar algunos de ellos.
También ha estudiado la historia de pueblos como Herrera de Valdecañas, Soto de Cerrato, Castrejón de la Peña o Mave, así como escrito innumerables artículos relacionados con la provincia de Palencia principalmente, colaborando en publicaciones como la Revista del Centro de Estudios Montañeses, el Boletín del Real Instituto de Estudios Asturianos o la Revista del Instituto de Prehistoria y Arqueología Sautuola.

## Obra

### Libros
- Narganes Quijano, Faustino (2010). Mineros y minas. Historia del carbón de antracita en la Montaña Palentina. Aruz Ediciones. ISBN 978-84-614-2142-8.
- Narganes Quijano, Faustino (2007). Calahorra de Boedo y los calagurritanos palentinos del Boedo. Palencia : Diputación Provincial, D.L.
- Narganes Quijano, Faustino y González Díez, Emiliano (2005). Herrera de Valdecañas: historia e identidad de un pueblo. Herrera de Valdecañas (Palencia) : Ayuntamiento de Herrera de Valdecañas. ISBN 84-606-3804-9.
- Narganes Quijano, Faustino (2005). Soto de Cerrato, un pueblo con historia. Palencia : Ayuntamiento de Soto de Cerrato. ISBN 84-689-2666-3.
- Narganes Quijano, Faustino y Román, Wifredo (2004). Castrejón de la Peña. Historia y tradiciones del municipio. Villalón de Campos (Valladolid) : Cultura & Comunicación. ISBN 84-609-3630-9.
- Narganes Quijano, Faustino y González Díez, Emiliano (2004). Historia abreviada en el curso medio de Valdavia: Villabasta, Villaeles, Arenillas de Nuño Pérez, Villasila y Villamelendro. Ayuntamiento de Villabasta. ISBN 84-606-3616-X.
- Narganes Quijano, Faustino, Alcalde Crespo, Gonzalo y González Díez, Emiliano (2004). Mave, alzada en su historia. Mave : Junta Vecinal de Mave. ISBN 84-609-2956-6.
- Narganes Quijano, Faustino y Pérez de Diego, Ignacio (1993). El Hospital Provincial San Telmo: beneficencia y asistencia social en Palencia (siglos XIX y XX). Palencia : Diputación Provincial. ISBN 84-86844-78-9.
- Narganes Quijano, Faustino (1987). La Forja en Palencia: del herrero tradicional a la forja artística actual. Palencia : Diputación Provincial, D.L. ISBN 84-505-6999-0.

### Artículos
- Narganes Quijano, Faustino (2006). «El abadengo en Cantabria en el siglo XVI». Altamira: Revista del Centro de Estudios Montañeses (69). ISSN 0211-4003,  pags. 207-220.

- Narganes Quijano, Faustino (2005). «El señorío de abadengo en Palencia a mediados del siglo XVI». Publicaciones de la Institución Tello Téllez de Meneses (76). ISSN 0210-7317,  pags. 261-284.

- Narganes Quijano, Faustino (2005). «El señorío de abadengo en el Principado de Asturias a mediados del siglo XVI». Boletín del Real Instituto de Estudios Asturianos (59). , ISSN 0020-384X,  pags. 61-78.

- Narganes Quijano, Faustino (2004). «Acerca del origen etimológico de los topónimos palentinos de Frómista, Alar del Rey y Santoyo». Publicaciones de la Institución Tello Téllez de Meneses (75). ISSN 0210-7317,  pags. 395-412.

- Narganes Quijano, Faustino (2000). «Contestación al discurso de ingreso de D. Eloy Ybáñez Bueno». Publicaciones de la Institución Tello Téllez de Meneses (71). ISSN 0210-7317,  pags. 35-37.

- Narganes Quijano, Faustino (1999). «Zuaznávar, un hombre clave de finales del s. XIX en el desarrollo del norte palentino entre el canal de Orbó y el ferrocarril de La Robla». Publicaciones de la Institución Tello Téllez de Meneses (70). ISSN 0210-7317,  pags. 537-567.

- Narganes Quijano, Faustino (1999). «Palencia en el siglo XV: entre creencias, ferias y procesiones». Sautuola: Revista del Instituto de Prehistoria y Arqueología Sautuola, (6). ISSN 1133-2166,  pags. 545-554.

- Narganes Quijano, Faustino (1994). «El escribano en Palencia en el siglo XV». Publicaciones de la Institución Tello Téllez de Meneses, (65). ISSN 0210-7317,  pags. 249-260.

- Narganes Quijano, Faustino (1993). «Acerca de los primeros corregidores en Palencia (ss. XV-XVI)». Publicaciones de la Institución Tello Téllez de Meneses, (64). ISSN 0210-7317,  pags. 597-610.

- Narganes Quijano, Faustino (1989). «El Presupuesto del Concejo Palentino en 1515». Publicaciones de la Institución Tello Téllez de Meneses, (60). , ISSN 0210-7317,  pags. 115-128.

- Narganes Quijano, Faustino (1988). «Historia, administración, producción, población y ordenanzas de Mudá y San Cebrián de Mudá». Publicaciones de la Institución Tello Téllez de Meneses, (59). ISSN 0210-7317,  pags. 545-576.

- Narganes Quijano, Faustino (1988). «Estudio de la Administración de Vallespinoso de Cervera a mediados del siglo XVII». Publicaciones de la Institución Tello Téllez de Meneses, (59). ISSN 0210-7317,  pags. 391-416.

### Colaboraciones en obras colectivas
- Narganes Quijano, Faustino (1995). De las rentas salineras en tierras palentinas: un apunte fiscal. Actas del III Congreso de Historia de Palencia : 30, 31 de marzo y 1 de abril de 1995 / coord. por María Valentina Calleja González, Vol. 3, 1995 (Edad Moderna y Edad Contemporánea) pags. 311-322. ISBN 84-8173-036-X.
- Narganes Quijano, Faustino (1989). Propios y obras de urbanización en Palencia a través de un documento de Simancas de 1515. ISBN 84-86844-27-4. Texto « Actas del II Congreso de Historia de Palencia, 27, 28 y 29 de abril de 1989 / coord. por María Valentina Calleja González, Vol. 2, 1990 (Fuentes documentales y Edad Media), pags. 213-238» ignorado (ayuda)
- Narganes Quijano, Faustino (1985). La gobernación de la ciudad de Palencia en los comienzos de la Edad Moderna. ISBN 84-505-5218-4. Texto « Actas del I Congreso de Historia de Palencia : Castillo de Monzón de Campos, 3-5 de diciembre de 1985, Vol. 3, 1987 (Edad Moderna y Edad Contemporánea), pags. 221-238» ignorado (ayuda)